# Gerard Sala i Rosselló
Gerard Sala i Rosselló   (Tona, 9 de març de 1942 - Badalona, 5 de juliol de 2024) va ser un artista polifacètic català, que va destacar sobretot en l'àmbit de la pintura, tot i que va conrear també el gravat, l'escultura o la poesia. És considerat una de les figures clau de l'art d'avantguarda a Catalunya.
Nascut a Tona el 9 de març de 1942, Sala va passar la infància a Palma. Va cursar estudis de pintura a l'Escola Massana i a l'Escola Superior de Belles Arts de Sant Jordi, a Barcelona, i a l'Escola de Pintura Mural de Sant Cugat del Vallès. Va esdevenir professor del departament de pintura de la Facultat de Belles Arts de la Universitat de Barcelona el 1979, més tard catedràtic a la mateixa facultat. El 1985 va defensar la tesi doctoral Entorn, en la qual havia partit de la seva obra, però que va ser molt innovadora pel fet d'haver donat centralitat a la pràctica pictòrica, que no pas a l'estudi teòric de la pintura, fet que li va valer la nota màxima.
És considerat una figura clau de l'art d'avantguarda a Catalunya. Es va dedicar sobretot a la pintura, però també va fer incursions al gravat, l'escultura o la poesia. La crítica artística va destacar de la seva obra la profunditat i la seva capacitat evocadora. Al llarg de la seva trajectòria artística, va realitzar vora una cinquantena d'exposicions individuals i va participar en més de cent exposicions col·lectives, la major part de les quals a Catalunya, però també en llocs d'Espanya com Madrid, Sevilla, Bilbao, Eivissa, Saragossa o Palma, així com també a nivell internacional a països com Alemanya, Suècia, Estats Units, Israel, Uruguai, Xile o Itàlia.
Tot i residir de manera habitual a Badalona, passava llargues temporades a Sant Joan de les Abadesses, on va instal·lar el seu taller des de mitjan de 1980. Sala es va convertir en una figura clau del teixit cultural de Sant Joan, i el 2010 va ser un dels principals creadors de l'Espai Art Abadia, per tal de potenciar la localitat com un punt d'atracció de l'art contemporani català.
Pel que fa a la dispersió de la seva obra, a Badalona, on residia, hi destaca la seva escultura La porta del mar, inaugurada el 2003 al carrer de Sant Anastasi. A la Garriga va fer un reconegut mural de 200 metre quadrats. El 1995 va dissenyar el cartell de les festes de la Mercè de Barcelona. Té obres a molts museus, entre d'altres, el Museu de Badalona, el Museu d'Art Contemporani d'Eivissa, el MACBA, el Museu Rafael Zabaleta de Jaén, la Fundació Juan March, la Fundació Lluís Companys, la Fundació EINA o la Fundació Vila Casas.
Va morir als 82 anys a l'Hospital Germans Trias i Pujol de Badalona.